# Goossensia cibarioides
Goossensia cibarioides är en svampart som beskrevs av Heinem. 1958. Goossensia cibarioides ingår i släktet Goossensia och familjen kantareller.   Inga underarter finns listade i Catalogue of Life.